# Mali Krčimir
Mali Krčimir (cyr. Мали Крчимир) – wieś w Serbii, w okręgu niszawskim, w gminie Gadžin Han. W 2011 roku liczyła 195 mieszkańców.